# Hans Burgkmair
Hans Burgkmair el viejo (Augsburgo, Alemania, 1473 - Ibíd., 1531) fue un pintor y grabador alemán.

## Vida y obra
Fue hijo y padre de pintores. En Colmar fue discípulo desde 1488 de Martin Schongauer, quien murió antes de que Burgkmair completase el periodo normal de aprendizaje. Puede ser que visitase Italia en aquella época, y es seguro que lo hizo en 1507, lo que influyó profundamente en su estilo. Desde 1491 trabajó en Augsburgo, donde alcanzó el rango de maestro y abrió su propio taller en 1498.

### Grabados
El experto Hollstein catalogó 834 grabados en madera diseñados por Burgkmair, la mayoría ilustraciones para libros, si bien más de cien de ellos son páginas sueltas. Los mejores muestran un gran talento para las composiciones y una mezcla, no siempre totalmente fructífera, entre las formas del Renacimiento y el estilo alemán gótico. 
Desde 1508 Burgkmair pasó la mayor parte de su tiempo trabajando en series de xilografías para el emperador Maximiliano I hasta la muerte de este en 1519. En esta época se codeó con Durero. Fue responsable de cerca de la mitad de las 135 impresiones del Triunfo de Maximiliano, grandes y llenas de personajes. También realizó la mayoría de las ilustraciones del Weiss Kunig (El rey blanco) y de Theurdank (El caballero Theuerdank), junto con Leonhard Beck.
Fue un innovador importante con el claroscuro, y parece que fue el primero en emplear un bloque tonal, en una impresión de 1508. Su Amantes sorprendidos por la Muerte (1519) es la primera xilografía en claroscuro usando esos tres bloques y también la primera impresión que fue diseñada para imprimirse sólo en un color, pues el bloque de línea por sí mismo no produciría una imagen satisfactoria. Otras impresiones en claroscuro de estas fechas de Baldung y Cranach tenían bloques de línea que podrían y eran imprimidos por sí mismos. Produjo un grabado sobre plancha de acero Venus y Mercurio (c1520), pero nunca llegó a practicar el grabado.

### Pinturas
Burgkmair fue también un pintor exitoso, principalmente de escenas religiosas y retratos de ciudadanos de Augsburgo y miembros de la corte del Emperador. En la Alte Pinakothek de Múniche y en el Kunsthistorisches Museum de Viena se encuentran ejemplos de su trabajo, acabados cuidadosa y sólidamente. Sus retratos se acomodan al gusto moderno mejor que sus trabajos religiosos, aunque todos muestran un colorido cálido y formas armónicas que delatan influencias italianas.
Su única pintura conocida en España es el pequeño Entierro de Cristo del Museo Thyssen-Bornemisza.

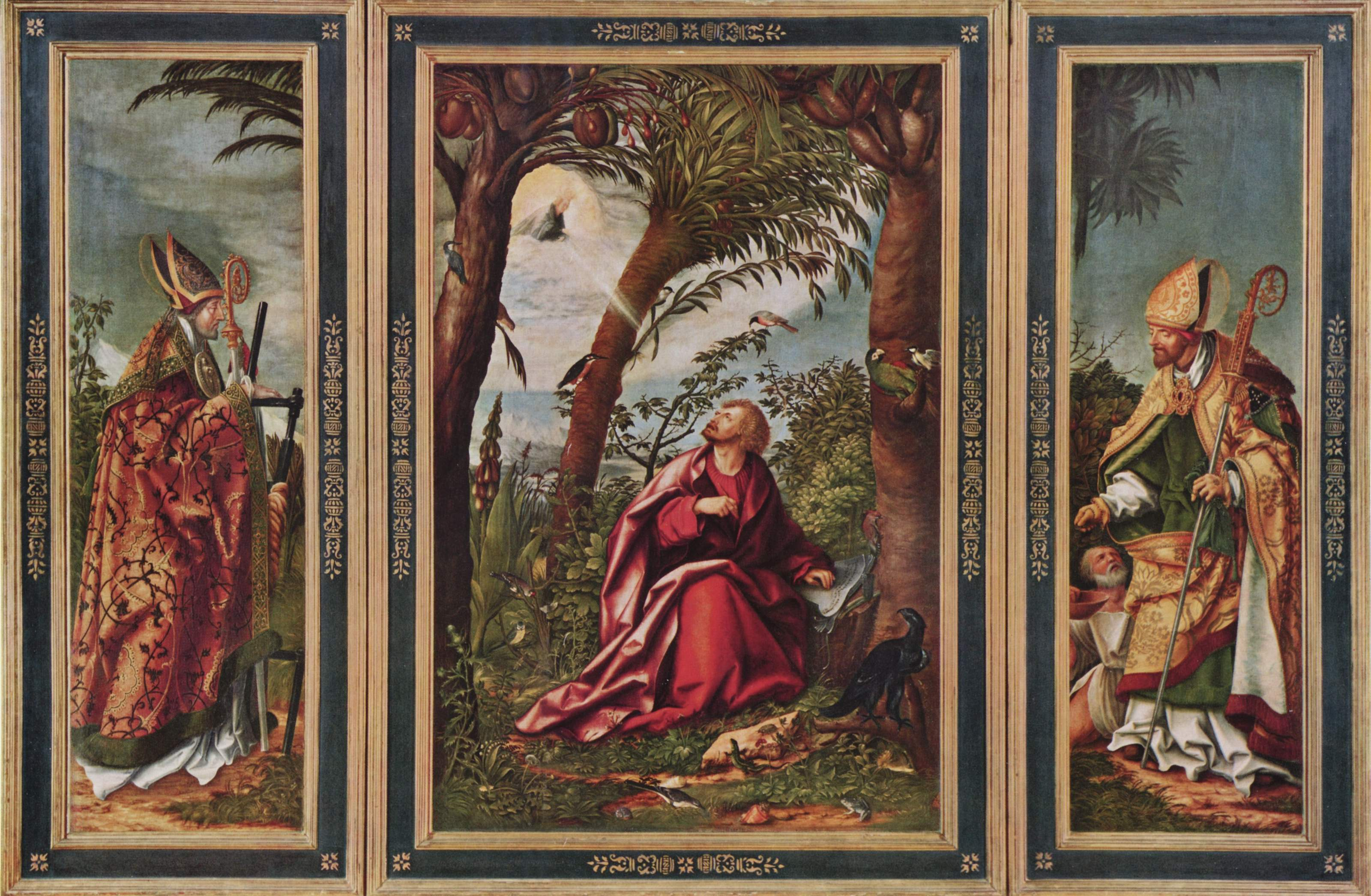
Retablo de San Juan.

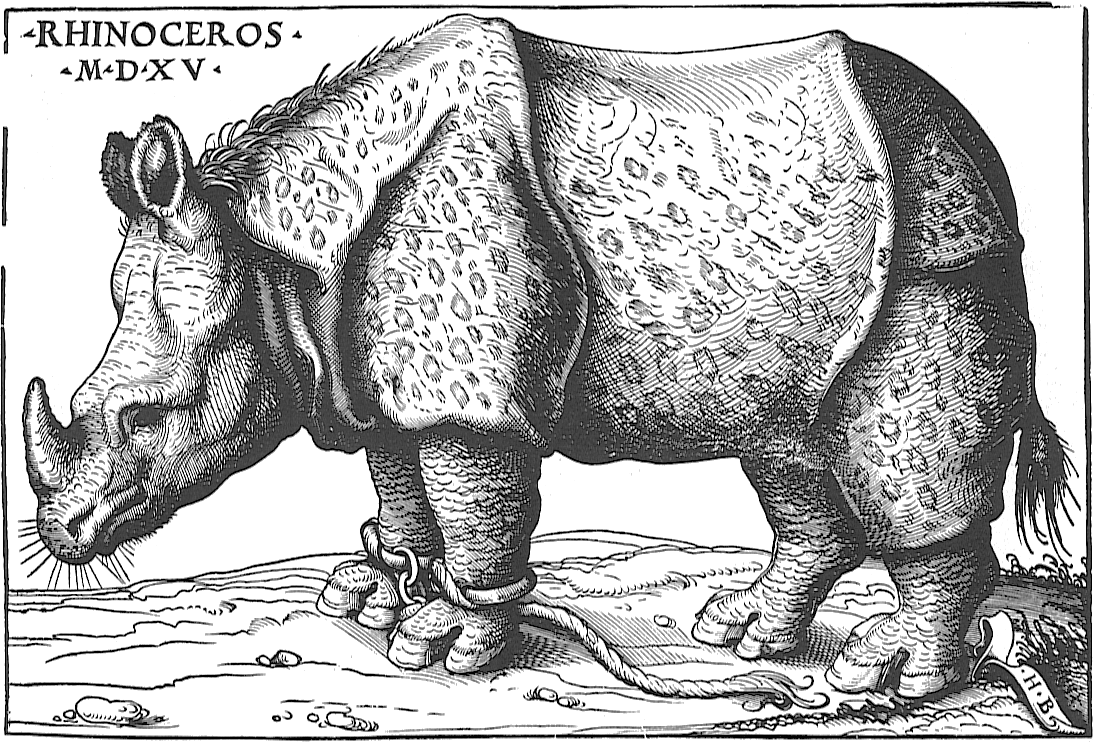
Dibujo a tinta de Burgkmair del famoso Rinoceronte, que Durero representó de forma menos precisa y más extravagante, aunque mucho más famosa.
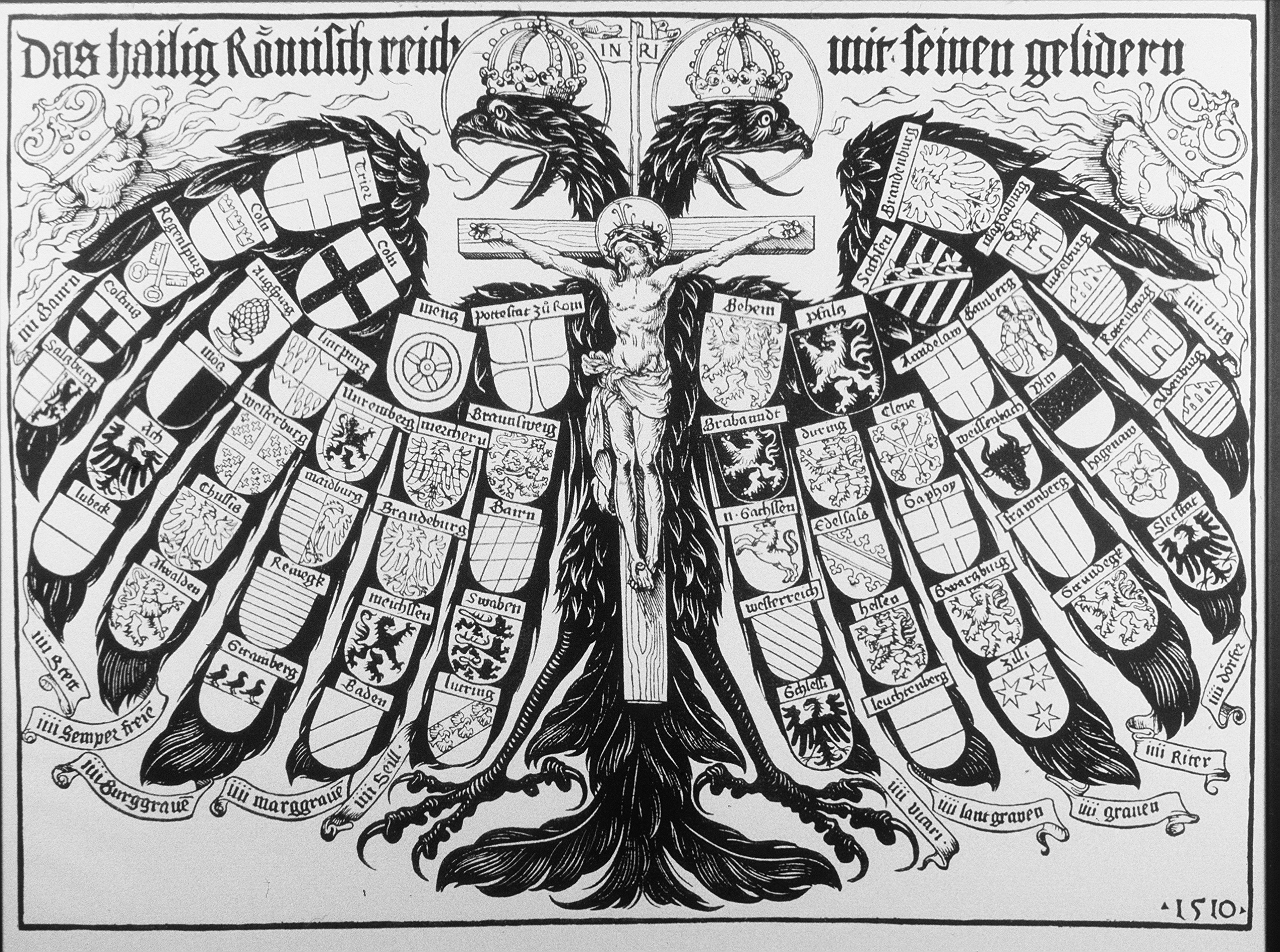
Quaternionenadler (águila bicéfala con los símbolos heráldicos imperiales).
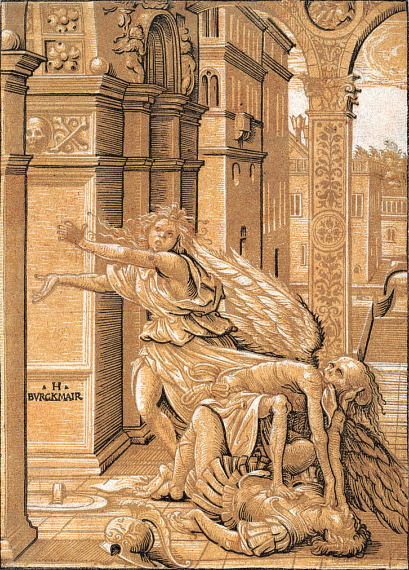
Amantes sorprendidos por la muerte.